# Virtusvecomp Verona 2018-2019
Questa voce raccoglie le informazioni riguardanti la Virtusvecomp Verona nelle competizioni ufficiali della stagione 2018-2019.

## Stagione
Nella stagione 2018-2019 la Virtus Verona disputa il girone B del campionato di Serie C, raccoglie 38 punti, con il penultimo posto finale, a pari punti con il Fano, che però retrocede direttamente, perché in svantaggio negli scontri diretti con i veronesi. Nel doppio confronto di Play-out la Virtus cede al Rimini, vince (1-0) in casa e perde (2-0) in Romagna, retrocedendo in Serie D. Nella Coppa Italia di Serie C la Virtus nel girone C di qualificazione, supera nel doppio confronto la Pro Piacenza, poi nel primo turno ad eliminazione viene eliminata (1-0) dalla FeralpiSalò.

## Divise e sponsor
Per la stagione 2018-2019 lo sponsor tecnico è Erreà mentre gli sponsor ufficiali sono Vecomp, Phyto Garda, Bevande Verona e Summerkanda.
| Casa | Trasferta | Terza divisa |

## Rosa
| N. |                    | Ruolo | Calciatore          |
| -- | ------------------ | ----- | ------------------- |
| 1  | Gambia (bandiera)  | P     | Sheikh Sibi         |
| 2  | Italia (bandiera)  | D     | Matteo Pinton       |
| 3  | Italia (bandiera)  | C     | Nicolas Santuari    |
| 4  | Italia (bandiera)  | D     | Jacopo Rossi        |
| 5  | Italia (bandiera)  | D     | Andrea Trainotti    |
| 6  | Italia (bandiera)  | C     | Fabio Alba          |
| 6  | Italia (bandiera)  | C     | Daniele Giorico     |
| 7  | Italia (bandiera)  | A     | Domenico Danti      |
| 8  | Italia (bandiera)  | C     | Alberto Cattivera   |
| 9  | Italia (bandiera)  | A     | Luca Manarin        |
| 10 | Croazia (bandiera) | A     | Paolo Grbac         |
| 11 | Italia (bandiera)  | D     | Federico Maccarone  |
| 11 | Italia (bandiera)  | D     | Dario Polverini     |
| 12 | Italia (bandiera)  | P     | Alessandro Giacomel |
| 13 | Italia (bandiera)  | D     | Nicola Lancini      |
| 14 | Italia (bandiera)  | A     | Vincenzo Ferrara    |
| 15 | Italia (bandiera)  | D     | Alessandro Frinzi   |
| 16 | Italia (bandiera)  | C     | Alberto Rubbo       |

| N. |                    | Ruolo | Calciatore             |
| -- | ------------------ | ----- | ---------------------- |
| 17 | Italia (bandiera)  | C     | Edoardo Merci          |
| 18 | Italia (bandiera)  | A     | Giulio Fasolo          |
| 19 | Italia (bandiera)  | D     | Matteo Franchetti      |
| 20 | Italia (bandiera)  | C     | Luca Lavagnoli         |
| 21 | Ghana (bandiera)   | D     | Marcus N'Ze (capitano) |
| 22 | Italia (bandiera)  | P     | Gianmarco Chironi      |
| 23 | Italia (bandiera)  | C     | Alessandro Speri       |
| 23 | Italia (bandiera)  | D     | Gianni Manfrin         |
| 24 | Italia (bandiera)  | A     | Francesco Grandolfo    |
| 25 | Italia (bandiera)  | C     | Nicola Danieli         |
| 26 | Italia (bandiera)  | D     | Edoardo Pavan          |
| 27 | Italia (bandiera)  | A     | Matteo Momentè         |
| 28 | Italia (bandiera)  | D     | Ciro Sirignano         |
| 29 | Italia (bandiera)  | C     | Stefano Casarotto      |
| 30 | Italia (bandiera)  | P     | Mattia Cantarelli      |
| 31 | Italia (bandiera)  | D     | Angelo Nolé            |
| 32 | Romania (bandiera) | C     | Daniel Onescu          |
| 33 | Italia (bandiera)  | A     | Massimo Goh            |

## Calciomercato

### Sessione estiva(dal 1º luglio al 31 agosto 2018)
| Acquisti | Acquisti            | Acquisti       | Acquisti   |
| R.       | Nome                | da             | Modalità   |
| -------- | ------------------- | -------------- | ---------- |
| P        | Gianmarco Chironi   | Lecce          | prestito   |
| P        | Alessandro Giacomel | Empoli         | prestito   |
| D        | Matteo Franchetti   | Verona         | prestito   |
| D        | Nicola Lancini      | Brescia        | definitivo |
| D        | Gianni Manfrin      | -              | svincolato |
| D        | Edoardo Pavan       | Verona         | prestito   |
| D        | Matteo Pinton       | Verona         | prestito   |
| D        | Ciro Sirignano      | Santarcangelo  | definitivo |
| D        | Andrea Trainotti    | Monza          | definitivo |
| C        | Stefano Casarotto   | Mestre         | definitivo |
| C        | Nicola Danieli      | Chievo         | prestito   |
| C        | Luca Lavagnoli      | Mestre         | definitivo |
| C        | Alberto Rubbo       | Mestre         | definitivo |
| A        | Vincenzo Ferrara    | Ambrosiana     | definitivo |
| A        | Francesco Grandolfo | Bassano Virtus | definitivo |
| A        | Matteo Momentè      | -              | svincolato |
| A        | Giulio Fasolo       | Cittadella     | prestito   |

| Cessioni | Cessioni             | Cessioni    | Cessioni      |
| R.       | Nome                 | a           | Modalità      |
| -------- | -------------------- | ----------- | ------------- |
| P        | Federico Cargnel     | -           | svincolato    |
| P        | Riccardo Rossi       | -           | svincolato    |
| P        | Riccardo Tosi        | Verona      | fine prestito |
| D        | Fabio Alba           | -           | svincolato    |
| D        | Matteo Acri          | Ambrosiana  | definitivo    |
| D        | Luca Concato         | Ambrosiana  | definitivo    |
| D        | Dumitru Demian       | Levico      | definitivo    |
| D        | Aleksandar Mijatovic | -           | svincolato    |
| C        | Alessio Allegrini    | -           | fine carriera |
| C        | Marco Burato         | Arzignano   | definitivo    |
| C        | Nicolò Fittà         | Villafranca | definitivo    |
| C        | Giorgio Lionetti     | -           | svincolato    |
| C        | Riccardo Padovani    | -           | svincolato    |
| C        | Cristian Pedrinelli  | Castiglione | definitivo    |
| C        | Alessandro Speri     | -           | svincolato    |
| A        | Michael De Marchi    | Imolese     | definitivo    |
| A        | Massimo N'Cede Goh   | Juventus    | fine prestito |
| A        | Eyram Leveh          | Chievo      | fine prestito |
| A        | Tommaso Trinchieri   | -           | svincolato    |

### Sessione invernale(dal 1° al 31 gennaio 2019)
| Acquisti | Acquisti             | Acquisti     | Acquisti   |
| R.       | Nome                 | da           | Modalità   |
| -------- | -------------------- | ------------ | ---------- |
| D        | Gianni Manfrin       | svincolato   | definitivo |
| A        | Angelo Raffaele Nolé | Pro Piacenza | definitivo |
| D        | Daniel Onescu        | Bisceglie    | definitivo |
| C        | Daniele Giorico      | Carpi        | definitivo |
| A        | Massimo Cede N'Goh   | Juventus     | prestito   |
| D        | Dario Polverini      | Pro Piacenza | svincolato |

| Cessioni | Cessioni           | Cessioni   | Cessioni   |
| R.       | Nome               | a          | Modalità   |
| -------- | ------------------ | ---------- | ---------- |
| D        | Federico Maccarone |            | svincolato |
| C        | Nicolas Santuari   | Ambrosiana | definitivo |
| C        | Fabio Alba         | Ambrosiana | definitivo |
| C        | Alessandro Speri   | Ambrosiana | definitivo |
| A        | Matteo Momentè     |            | svincolato |

## Risultati

### Serie C

#### Girone di andata
| Arbitro: | Angelucci (Foligno) |

|                        |           |  |
| Scrosta 35’ Lupoli 39’ | Marcatori |  |

| Arbitro: | Marotta (Sapri) |

|  |           |                      |
|  | Marcatori | 42’ Cori 43’ Giudici |

| Arbitro: | Acanfora (Castellammare di Stabia) |

|                |           |  |
| Candellone 42’ | Marcatori |  |

| Arbitro: | Cosso (Reggio Calabria) |

|                                          |           |                            |
| Momentè 13’ (rig.) Manarin 58’ Speri 87’ | Marcatori | 42’ Mazzocchi 84’ De Cenco |

| Arbitro: | Carrione (Castellammare di Stabia) |

|                           |           |  |
| Maracchi 78’ Granoche 89’ | Marcatori |  |

| Arbitro: | Annaloro (Collegno) |

|  |           |                          |
|  | Marcatori | 28’ Defendi 79’ Nicastro |

| Arbitro: | Pirrotta (Barcellona Pozzo di Gotto) |

|  |           |               |
|  | Marcatori | 54’ Grandolfo |

| Arbitro: | Saia (Palermo) |

|  |           |                                                    |
|  | Marcatori | 15’ Dalla Bona 16’ (rig.) Chiarello 65’ G. Piccoli |

| Arbitro: | Perenzoni (Rovereto) |

|                                                  |           |                             |
| A. Curcio 12’ Giacomelli 47’ (rig.) Bizzotto 87’ | Marcatori | 32’ Lavagnoli 36’ Grandolfo |

| Arbitro: | Di Graci (Como) |

|  |           |                 |
|  | Marcatori | 6’, 27’ Lazzari |

| Arbitro: | Repace (Perugia) |

|                 |           |           |
| Scarsella 90+2’ | Marcatori | 31’ Danti |

| Arbitro: | Garofalo (Torre del Greco) |

|                         |           |  |
| Manarin 79’ Grbac 90+3’ | Marcatori |  |

| Arbitro: | Santoro (Messina) |

|           |           |  |
| Badje 87’ | Marcatori |  |

| Arbitro: | Pasciuta (Ravenna) |

|               |           |                      |
| Grandolfo 42’ | Marcatori | 60’, 90+1’ Rapisarda |

| Arbitro: | Fiero (Pistoia) |

|                                    |           |             |
| Valentini 77’, 89’ Belcastro 90+2’ | Marcatori | 85’ Momentè |

| Arbitro: | Luciani (Roma) |

|  |           |               |
|  | Marcatori | 57’ Trainotti |

| Arbitro: | Ricci (Firenze) |

|                   |           |  |
| Momentè 4’ (rig.) | Marcatori |  |

| Arbitro: | Rossetti (Ancona) |

|                     |           |  |
| Sbaffo 90+4’ (rig.) | Marcatori |  |

| Arbitro: | Guida (Salerno) |

|                           |           |               |
| Danti 2’, 42’ Danieli 18’ | Marcatori | 49’ Casiraghi |

#### Girone di ritorno
| Arbitro: | Nicoletti (Catanzaro) |

|  |           |             |
|  | Marcatori | 59’ Maurizi |

| Arbitro: | Meraviglia (Pistoia) |

|             |           |  |
| Palazzi 84’ | Marcatori |  |

| Arbitro: | D. Miele (Torino) |

|                  |           |                            |
| Danti 57’ (rig.) | Marcatori | 7’ Magnaghi 85’ Berrettoni |

| Arbitro: | Collu (Cagliari) |

|            |           |            |
| Romero 17’ | Marcatori | 4’ Ferrara |

| Arbitro: | Luciani (Roma) |

|                                 |           |                                                      |
| Danti 25’ (rig.), 35’ Grbac 31’ | Marcatori | 28’ Malomo 45’, 90+2’ Maracchi 90+4’ (rig.) Granoche |

| Arbitro: | Meleleo (Casarano) |

|                 |           |                                |
| Pobega 56’, 90’ | Marcatori | 26’ Grandolfo 46’ (aut.) Fazio |

| Arbitro: | Ricci (Firenze) |

|  |           |              |
|  | Marcatori | 34’ G. Gomez |

| Arbitro: | Arace (Lugo di Romagna) |

|            |           |               |
| Iovine 36’ | Marcatori | 46’ Casarotto |

| Arbitro: | De Santis (Lecce) |

|           |           |  |
| Rubbo 67’ | Marcatori |  |

| Pesaro 3 marzo 2019, ore 16:30 CEST 29ª giornata | Vis Pesaro      | 0 – 0 referto | Virtus Verona | Stadio Tonino Benelli\| Arbitro: \| Fontani (Siena) \| |
| Arbitro:                                         | Fontani (Siena) |               |               |                                                        |

| Arbitro: | Acanfora (Castellammare di Stabia) |

|                      |           |               |
| Manfrin 1’ Danti 10’ | Marcatori | 37’ Scarsella |

| Arbitro: | Giordano (Novara) |

|                        |           |                           |
| Infantino 90+2’ (rig.) | Marcatori | 12’ Casarotto 20’ Manfrin |

| Arbitro: | Clerico (Torino) |

|                                  |           |  |
| Danti 5’ Manfrin 18’ Ferrara 35’ | Marcatori |  |

| Arbitro: | Guida (Salerno) |

|           |           |           |
| Ilari 20’ | Marcatori | 56’ Danti |

| Verona 7 aprile 2019, ore 20:30 CEST 34ª giornata | Virtus Verona    | 0 – 0 referto | Imolese | Centro sportivo Mario Gavagnin-Sinibaldo Nocini (633 spett.)\| Arbitro: \| Repace (Perugia) \| |
| Arbitro:                                          | Repace (Perugia) |               |         |                                                                                                |

| Arbitro: | Curti (Milano) |

|            |           |                            |
| Onescu 54’ | Marcatori | 40’ Nocciolini 85’ Raffini |

| Arbitro: | Cipriani (Empoli) |

|              |           |             |
| Acquadro 29’ | Marcatori | 38’ Ferrara |

| Arbitro: | G. Miele (Nola) |

|           |           |                              |
| Danti 72’ | Marcatori | 2’ Sibilli 59’ (rig.) Sbaffo |

| Arbitro: | Carella (Bari) |

|               |           |  |
| Casiraghi 45’ | Marcatori |  |

### Play-out
| Arbitro: | Robilotta (Sala Consilina) |

|               |           |  |
| Sirignano 35’ | Marcatori |  |

| Arbitro: | Ayroldi (Molfetta) |

|                           |           |  |
| Buonaventura 9’ Alimi 44’ | Marcatori |  |

### Coppa Italia Serie C

#### Fase a gironi
| Arbitro: | Fiero (Pistoia) |

|                    |           |            |
| Manarin 17’ (aut.) | Marcatori | 67’ Fasolo |

| Arbitro: | Perenzoni (Rovereto) |

|                                  |           |                 |
| Grandolfo 69’ Momentè 81’ (rig.) | Marcatori | 34’ (rig.) Nolé |

#### Fase ad eliminazione diretta
| Arbitro: | Gualtieri (Asti) |

|                 |           |  |
| M. Marchi 90+3’ | Marcatori |  |

## Statistiche
Statistiche aggiornate al 2 marzo 2019

### Statistiche di squadra
| Competizione         | Punti | In casa | In casa | In casa | In casa | In casa | In casa | In trasferta | In trasferta | In trasferta | In trasferta | In trasferta | In trasferta | Totale | Totale | Totale | Totale | Totale | Totale | D.R. |
| Competizione         | Punti | G       | V       | N       | P       | Gf      | Gs      | G            | V            | N            | P            | Gf           | Gs           | G      | V      | N      | P      | Gf     | Gs     | D.R. |
| -------------------- | ----- | ------- | ------- | ------- | ------- | ------- | ------- | ------------ | ------------ | ------------ | ------------ | ------------ | ------------ | ------ | ------ | ------ | ------ | ------ | ------ | ---- |
| Serie C              | 39    | 19      | 7       | 1       | 11      | 21      | 25      | 19           | 3            | 8            | 9            | 15           | 25           | 38     | 10     | 9      | 20     | 36     | 50     | -14  |
| Coppa Italia Serie C | -     | 1       | 1       | 0       | 0       | 2       | 1       | 2            | 0            | 1            | 1            | 1            | 2            | 3      | 1      | 1      | 1      | 3      | 3      | 0    |
| Totale               | 39    | 20      | 8       | 1       | 11      | 23      | 26      | 21           | 3            | 9            | 10           | 16           | 27           | 41     | 11     | 10     | 21     | 39     | 53     | -14  |

### Andamento in campionato
| Giornata  | 1  | 2  | 3  | 4  | 5  | 6  | 7  | 8  | 9  | 10 | 11 | 12 | 13 | 14 | 15 | 16 | 17 | 18 | 19 | 20 | 21 | 22 | 23 | 24 | 25 | 26 | 27 | 28 | 29 | 30 | 31 | 32 | 33 | 34 | 35 | 36 | 37 | 38 |
| --------- | -- | -- | -- | -- | -- | -- | -- | -- | -- | -- | -- | -- | -- | -- | -- | -- | -- | -- | -- | -- | -- | -- | -- | -- | -- | -- | -- | -- | -- | -- | -- | -- | -- | -- | -- | -- | -- | -- |
| Luogo     | T  | C  | T  | C  | T  | C  | T  | C  | T  | C  | T  | C  | T  | C  | T  | T  | C  | T  | C  | C  | T  | C  | T  | C  | T  | C  | T  | C  | T  | C  | T  | C  | T  | C  | C  | T  | C  | T  |
| Risultato | P  | P  | P  | V  | P  | P  | V  | P  | P  | P  | N  | V  | P  | P  | P  | V  | V  | P  | V  | P  | P  | P  | N  | P  | N  | P  | N  | V  | N  | V  | V  | V  | N  | N  | P  | N  | P  | P  |
| Posizione | 20 | 20 | 20 | 16 | 19 | 20 | 16 | 16 | 16 | 19 | 20 | 18 | 19 | 19 | 19 | 18 | 17 | 18 | 16 | 18 | 19 | 19 | 19 | 19 | 19 | 20 | 20 | 20 | 20 | 18 | 16 | 14 | 15 | 14 | 16 | 17 | 18 | 19 |

Legenda:

Luogo: C = Casa; T = Trasferta. Risultato: V = Vittoria; N = Pareggio; P = Sconfitta.

### Statistiche dei giocatori
Sono in corsivo i calciatori che hanno lasciato la società a stagione in corso.
| Giocatore     | Serie C  | Serie C | Serie C     | Serie C    | Coppa Italia Serie C | Coppa Italia Serie C | Coppa Italia Serie C | Coppa Italia Serie C | Totale   | Totale | Totale      | Totale     |
| Giocatore     | Presenze | Reti    | Ammonizioni | Espulsioni | Presenze             | Reti                 | Ammonizioni          | Espulsioni           | Presenze | Reti   | Ammonizioni | Espulsioni |
| ------------- | -------- | ------- | ----------- | ---------- | -------------------- | -------------------- | -------------------- | -------------------- | -------- | ------ | ----------- | ---------- |
| F. Alba       | 5        | 0       | 0           | 0          | 1                    | 0                    | 0                    | 0                    | 6        | 0      | 0           | 0          |
| M. Cantarelli | 0        | 0       | 0           | 0          | -                    | -                    | -                    | -                    | 0        | 0      | 0           | 0          |
| S. Casarotto  | 18       | 0       | 1           | 1          | 1                    | 0                    | 0                    | 0                    | 19       | 0      | 1           | 1          |
| A. Cattivera  | -        | -       | -           | -          | -                    | -                    | -                    | -                    | -        | -      | -           | -          |
| G. Chironi    | 6        | -6      | 0           | 0          | 1                    | -1                   | 1                    | 0                    | 7        | -7     | 1           | 0          |
| N. Danieli    | 13       | 1       | 6           | 0          | 2                    | 0                    | 1                    | 0                    | 15       | 1      | 7           | 0          |
| D. Danti      | 19       | 3       | 1           | 0          | 1                    | 0                    | 0                    | 0                    | 20       | 3      | 1           | 0          |
| G. Fasolo     | 8        | 0       | 2           | 0          | 3                    | 1                    | 0                    | 0                    | 11       | 1      | 2           | 0          |
| V. Ferrara    | 18       | 0       | 2           | 0          | 2                    | 0                    | 0                    | 0                    | 20       | 0      | 2           | 0          |
| M. Franchetti | 0        | 0       | 0           | 0          | 1                    | 0                    | 0                    | 0                    | 1        | 0      | 0           | 0          |
| M. Frinzi     | 1        | 0       | 0           | 0          | 0                    | 0                    | 0                    | 0                    | 1        | 0      | 0           | 0          |
| A. Giacomel   | 7        | -9      | 1           | 0          | 0                    | 0                    | 0                    | 0                    | 7        | -9     | 1           | 0          |
| F. Grandolfo  | 17       | 3       | 0           | 0          | 2                    | 1                    | 0                    | 0                    | 19       | 4      | 0           | 0          |
| P. Grbac      | 18       | 1       | 2           | 1          | 2                    | 0                    | 0                    | 0                    | 20       | 1      | 2           | 1          |
| N. Lancini    | 7        | 0       | 1           | 0          | 2                    | 0                    | 0                    | 0                    | 9        | 0      | 1           | 0          |
| L. Lavagnoli  | 20       | 1       | 4           | 0          | 2                    | 0                    | 0                    | 0                    | 22       | 1      | 4           | 0          |
| F. Maccarone  | 10       | 0       | 1           | 0          | 2                    | 0                    | 0                    | 0                    | 12       | 0      | 1           | 0          |
| L. Manarin    | 20       | 2       | 1           | 0          | 3                    | 0                    | 0                    | 0                    | 23       | 2      | 1           | 0          |
| G. Manfrin    | 0        | 0       | 0           | 0          | -                    | -                    | -                    | -                    | 0        | 0      | 0           | 0          |
| E. Merci      | 2        | 0       | 0           | 0          | 1                    | 0                    | 0                    | 0                    | 3        | 0      | 0           | 0          |
| M. Momentè    | 13       | 3       | 2           | 1          | 2                    | 1                    | 0                    | 0                    | 15       | 4      | 2           | 1          |
| M. N'Ze       | 16       | 0       | 3           | 2          | 1                    | 0                    | 0                    | 0                    | 17       | 0      | 3           | 2          |
| E. Pavan      | 1        | 0       | 0           | 0          | 1                    | 0                    | 0                    | 0                    | 2        | 0      | 0           | 0          |
| M. Pinton     | 5        | 0       | 1           | 0          | 1                    | 0                    | 0                    | 0                    | 6        | 0      | 1           | 0          |
| J. Rossi      | 19       | 0       | 5           | 0          | 1                    | 0                    | 1                    | 0                    | 20       | 0      | 6           | 0          |
| A. Rubbo      | 12       | 0       | 3           | 0          | 1                    | 0                    | 0                    | 0                    | 13       | 0      | 3           | 0          |
| N. Santuari   | 6        | 0       | 1           | 0          | 3                    | 0                    | 0                    | 0                    | 9        | 0      | 1           | 0          |
| S. Sibi       | 7        | -14     | 0           | 0          | 2                    | -2                   | 0                    | 0                    | 9        | -16    | 0           | 0          |
| C. Sirignano  | 11       | 0       | 1           | 0          | 3                    | 0                    | 0                    | 0                    | 14       | 0      | 1           | 0          |
| A. Speri      | 5        | 1       | 0           | 0          | 1                    | 0                    | 0                    | 0                    | 6        | 1      | 0           | 0          |
| A. Trainotti  | 20       | 1       | 3           | 0          | 2                    | 0                    | 0                    | 0                    | 22       | 1      | 3           | 0          |